# Sarah Wayne Callies
Sarah Wayne Callies (La Grange (Illinois), 1 juni 1977) is een Amerikaanse actrice. Ze is vooral bekend van haar rol als Dokter Sara Tancredi in Prison Break en als Lori in The Walking Dead.

## Leven
Toen ze één jaar was, verhuisde Sarah met haar familie naar Honolulu (Hawaï). Sarah's ouders waren beide professor aan de Universiteit van Hawaï. Nadat Sarah in 1995 haar diploma aan de Punahou High School haalde is ze verder gaan studeren. Ze is aan de universiteit van Dartmouth gaan studeren waar ze in 1999 een bachelor in genderstudies en een Senior Fellowship in Indigenous Studies behaalde. In 2002 behaalde ze ook een Master in de Kunst aan de Denver's National Theater Conservatory. Ook trouwde Sarah dat jaar. Ze verhuisden naar New York waar Sarah haar eerste bijrol in een televisieserie kreeg. Datzelfde jaar kreeg ze ook haar eerste hoofdrol in een serie waar slechts 8 afleveringen van gemaakt werden. In 2005 kreeg ze een hoofdrol in de bekende serie Prison Break en sindsdien speelde ze ook mee in twee films.
Callies en haar man Josh Winterhalt kregen in juli 2007 een dochter.

## Carrière
In 2003 kreeg Sarah een kleine rol in Queens Supreme, een komedieserie met Oliver Platt in de hoofdrol. Ook in de serie Law & Order was Sarah te zien. Datzelfde jaar kreeg de actrice tevens haar eerste grote rol. Als officier Jane Porter mocht Sarah een seizoen lang in Tarzan spelen.
Van 2005 tot 2009 speelde Sarah vijf seizoenen lang in de serie Prison Break. Ze was te zien als dokter Sara Tancredi, die haar werkzaamheden in gevangenis Fox River verricht. In de gevangenis leert ze Michael Scofield (Wentworth Miller) kennen, een geheimzinnige man die in tegenstelling tot de rest niet in het profiel van een crimineel past.
In 2007 was ze samen met onder anderen Josh Holloway te zien in de film Whisper.
Sarah speelt mee in de eerste drie seizoenen van The Walking Dead waar ze de rol van Lori Grimes op zich neemt. De televisieserie is gebaseerd op de gelijknamige strips.
In 2016 speelt ze de vrouwelijke hoofdrol in de sciencefiction dramaserie Colony met de rol van Katie Bowman.

## Filmografie
- Bibsys: 1479731350568
- Biblioteca Nacional de España: XX4784230
- Bibliothèque nationale de France: cb15521266v (data)
- Gemeinsame Normdatei: 140042466
- International Standard Name Identifier: 0000 0001 1579 5449
- Library of Congress Control Number: no2007075143
- Nationale Bibliotheek van Tsjechië: xx0149660
- Nederlandse Thesaurus van Auteursnamen: 38726888X
- Système universitaire de documentation: 139694811
- Virtual International Authority File: 103354789
- WorldCat: E39PBJxmFGh9WRTWvFVMfCBgKd